# 貝氏澤鱔
貝氏澤鱔，又稱貝氏勾吻鯙，為輻鰭魚綱鰻鱺目鯙亞目鯙科的其中一種，分布於印度太平洋區，從留尼旺至社會群島，北起馬里亞納群島，南迄澳洲大堡礁海域，棲息深度可達38公尺，本魚體為一致的棕色，彎曲的下顎具有利齒，易造成創傷，體長可達70公分，為底棲性魚類，生活在臨海礁石區，屬肉食性，以魚類為食，罕見。

## 擴展閱讀
維基物種上的相關：貝氏澤鱔